# Santuario della Beata Vergine Assunta (Magenta)
Il santuario della Beata Vergine Assunta, associato al monastero di padri celestini, è un edificio religioso situato in via Mazzini a Magenta. 

## Storia

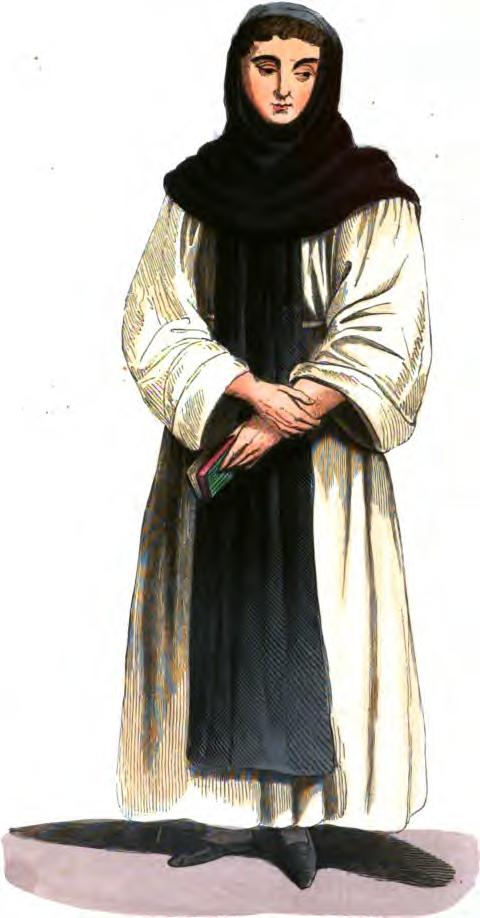
Un religioso con l'abito dei celestini

La data di fondazione del monastero di Santa Maria Assunta dei padri celestini di Magenta, non è riportata in alcun documento archivistico. La fondazione risalirebbe però al XIV secolo e due sono le notizie che lo fanno supporre: nel 1398 il monastero è riportato tra le domus della pieve di Corbetta come Ecclesia Sanctae Mariae Celestinorum de Mazenta e, nel medesimo anno, la chiesetta di Santa Maria dei Celestini viene stimata in lire 20 e soldi 17. A ogni modo un primo insediamento dei celestini a Magenta sembra essere databile almeno al 1353 quando viene riportata già la presenza di due soli monaci in loco. Le ragioni che spinsero l'ordine dei celestini a una fondazione a Magenta furono differenti, ma principalmente l'erezione del convento e della chiesa si dovettero alla vicinanza con Milano (sede provinciale dell'ordine) e alla beneficenza della famiglia Crivelli che con l'ordine vantava diversi legami. L'ordine dei celestini a Magenta in breve tempo ottenne notevoli possedimenti, in particolare nella frazione di Pontevecchio dove i monaci officiavano regolarmente presso l'oratorio di Santa Maria Nascente e dove possedevano una grangia per il sostentamento del monastero locale, contribuendo inoltre attivamente alla realizzazione del locale ponte sul Naviglio Grande.
Nel 1663, il monastero magentino ospitava in tutto sei monaci e tre conversi impiegati perlopiù alla grangia di Pontevecchio. Nel 1750, secondo i dati del Catasto Teresiano, il monastero magentino vantava 985 pertiche di terreno in tutto oltre a un centinaio di edifici in città. Il monastero venne tuttavia soppresso definitivamente dalle leggi di Giuseppe II del Sacro Romano Impero nel 1782. La chiesa subì non pochi danni nel 1797 quando venne spogliata dei legni all'interno da parte delle truppe napoleoniche, parti che verranno ripristinate con un restauro alla struttura solo nel 1855.
La costruzione del campanile, caratterizzato dalla presenza di una meridiana, risalirebbe invece alla fine del XV secolo. La volta dell'unica navata della chiesa, crollata in parte nel 1937, è stata rifatta negli anni 1938 - 1939; la facciata è del 1938.

## Descrizione

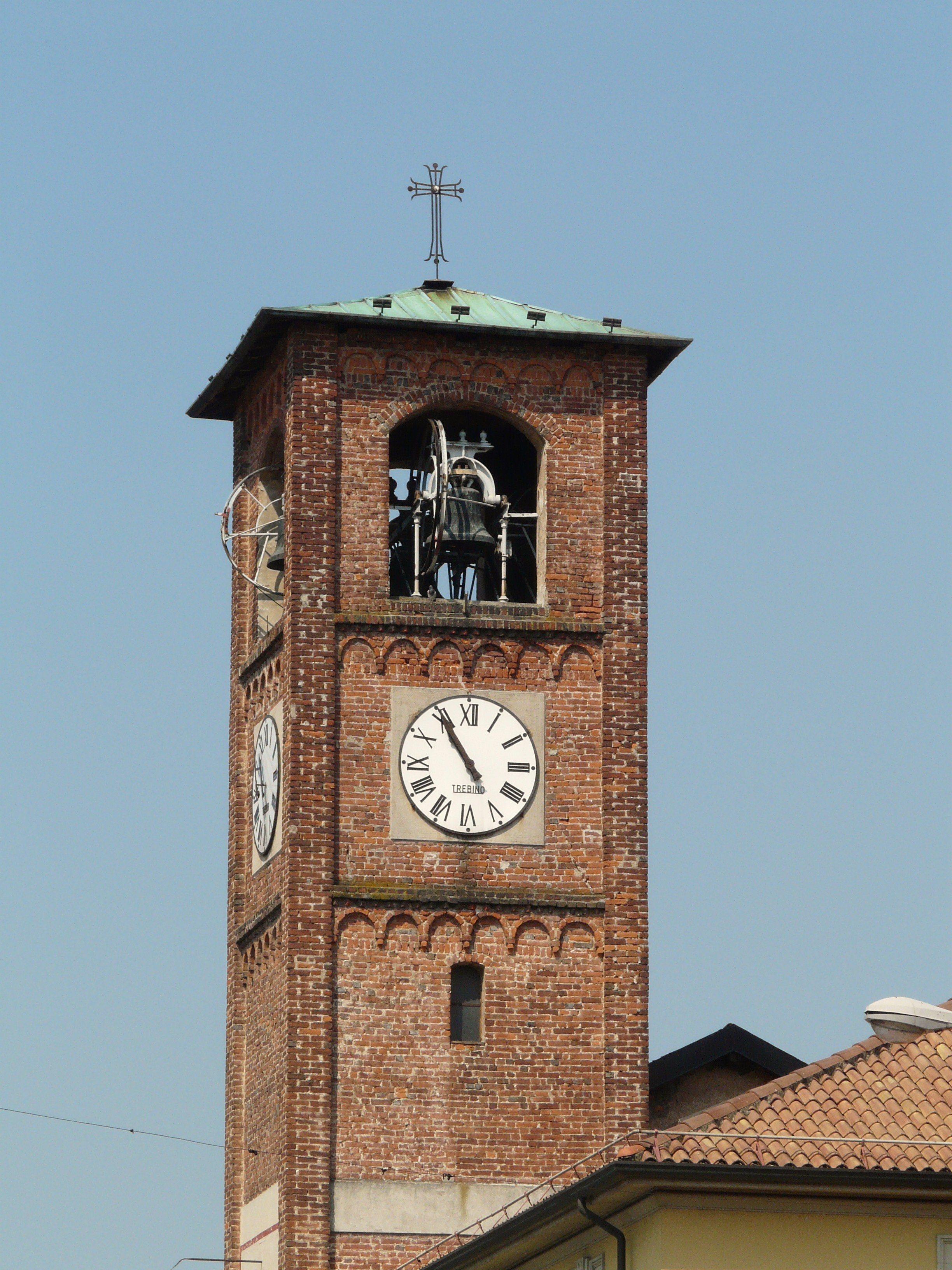
Il campanile della chiesa

La chiesa, di origine romanica e in pieno stile in esterno, presenta invece degli interni di gusto barocco con affreschi risalenti a metà Settecento.
La chiesa è famosa soprattutto per due tavole di Ambrogio da Fossano, detto il Bergognone, datate 1501 e conservate nella terza cappella a sinistra, entrando. Le tavole, raffiguranti Cristo alla colonna e il Cristo deriso, sono inserite in un polittico cinquecentesco riferibile a Bernardo Zenale, nella cappella dedicata a San Giuseppe. Fino a qualche anno fa queste tavole erano ritenute opere della scuola di Bernardino Luini, ma recenti studi ne hanno smentito la paternità assegnandola a un Bergognone della piena maturità, accogliendo le ispirazioni leonardesche e bramantesche. Curiosamente l'artista ha lasciato sulla prima tavola un'impronta digitale che si nota vicino alla porta d'accesso interna al portico dello sfondo del Cristo Flagellato. Al centro del polittico si trova un dipinto a tempera raffigurante la Natività con un san Giuseppe insolitamente giovane. La lunetta raffigura il Padre Eterno che regge nella mano sinistra le sorti del Creato. Ai lati, i profeti Davide (riconoscibile dalla corona) e Isaia scolpiti in altorilievo così come sulla trabeazione l'Annunciazione. Nel timpano, in alto, un gruppo di angeli con il cartiglio del "Gloria a Dio nell'alto dei cieli". La predella contiene tre tavole raffiguranti L'adorazione dei Magi, La presentazione di Gesù al Tempio e La fuga in Egitto. I pannelli laterali del Bergognone sono stati collocati nell'ancona in un momento successivo, probabilmente nell'Ottocento, in sostituzione di parti del polittico dello Zenale. 

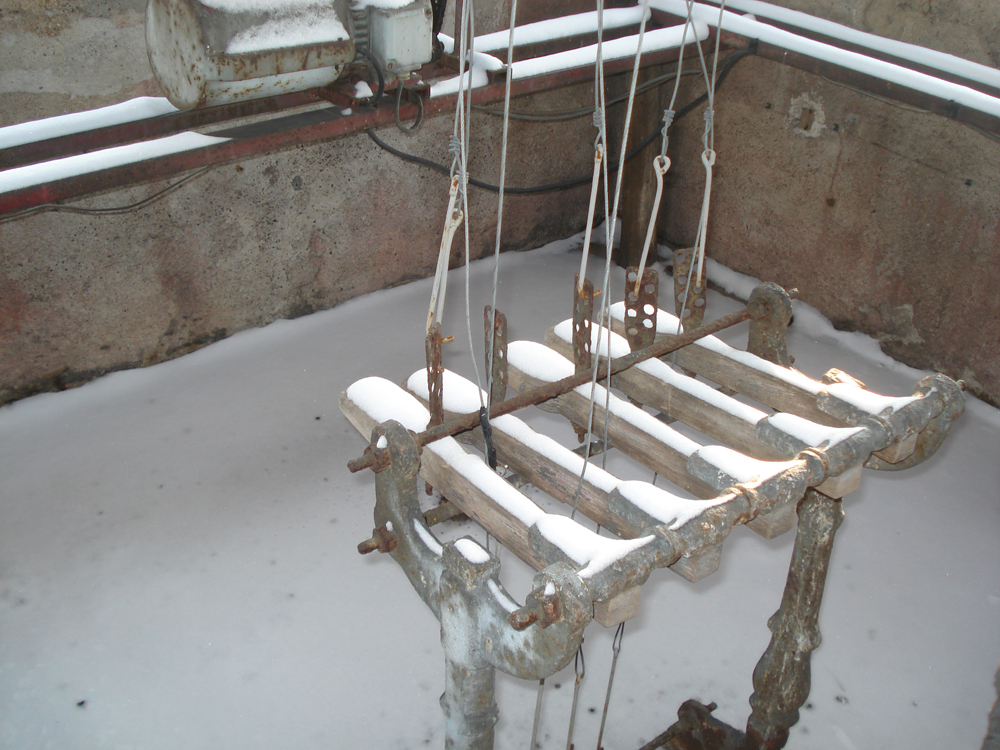
La tastiera campanaria posta alla sommità del campanile del santuario dopo la nevicata del 2012

Il restauro delle tavole del Bergognone è stato reso possibile grazie al contributo del Rotary club Magenta ed è stato eseguito dal restauratore, prof. Carmelo Lo Sardo.  
La chiesa possiede un concerto di cinque campane in Fa3 Maggiore, fuso nel 1951 da Carlo Ottolina di Seregno. Le campane suonano a sistema ambrosiano e sono dotate della tastiera, per il suono a festa manuale delle campane.
| Campana | Nota nominale | Fonditore      | Anno di fusione | Diametro |
| ------- | ------------- | -------------- | --------------- | -------- |
| Prima   | Do4           | Carlo Ottolina | 1951            | 699 mm   |
| Seconda | Sib3          | Carlo Ottolina | 1951            | 784,5 mm |
| Terza   | La3           | Carlo Ottolina | 1951            | 834 mm   |
| Quarta  | Sol3          | Carlo Ottolina | 1951            | 939 mm   |
| Quinta  | Fa3           | Carlo Ottolina | 1951            | 1 058 mm |